# 부산지방고용노동청
부산지방고용노동청(釜山地方雇用勞動廳)은 대한민국 고용노동부의 소속기관이다. 2010년 7월 5일 발족하였으며, 부산광역시 연제구 연제로 36에 위치하고 있다. 청장은 고위공무원단 나등급에 속하는 일반직공무원으로 보한다.

## 직무
- 보안·관인관리, 문서의 수발, 예산·회계 및 결산, 공무원의 임용·급여, 그 밖의 인사사무
- 고용보험료의 체납처분 및 결손처분의 승인과 고용보험 관련 과태료의 부과에 관한 사항
- 직업능력개발훈련 및 직업능력개발사업에 관한 사항
- 「근로기준법」의 적용 및 위반에 대한 조치 등 근로감독에 관한 사항
- 사업장의 재해예방에 관한 지도 및 산업안전보건에 관한 법령의 위반에 대한 조치 등 산업안전보건에 관한 사항
- 「남녀고용평등과 일·가정 양립 지원에 관한 법률」의 적용과 남녀고용차별의 개선 등 여성근로자에 관한 사항
- 구인·구직 및 취업알선 등 직업안정에 관한 사항
- 국내취업 외국인근로자의 고용허가 및 관리에 관한 사항
- 실업급여 지급, 고용안정사업 및 고용보험 피보험자격 관리에 관한 사항
- 노사분규의 예방과 수습, 노사협력의 증진과 그 밖에 노사관계의 합리적 개선에 관한 사항
- 소속 지청에 대한 업무의 지휘·감독

## 연혁
- 1964년 1월 1일: 노동청 소속으로 부산·마산산업재해보상보험사무소 설치.
- 1968년 6월 25일: 노동청 소속으로 부산·마산·부전·진주·울산직업안정소 및 울산산업재해보상보험사무소 설치.
- 1970년 4월 7일: 부산·마산직업안정소를 부산·경남직업안정소로 개편. 부전직업안정소를 부산출장소로 개편하여 부산직업안정소의 소속기관으로, 진주·울산직업안정소를 진주·울산출장소로 개편하여 경남직업안정소의 소속기관으로 편입. 마산산업재해보상보험사무소를 경남산업재해보상보험사무소로 개편하고, 울산산업재해보상보험사무소를 울산출장소로 개편하여 경남산업재해보상보험사무소의 소속기관으로 편입.
- 1972년 2월 16일: 부산출장소를 폐지.
- 1972년 12월 19일: 부산·경남산업재해보상보험사무소를 부산·마산산업재해보상보험지방사무소로 개편. 울산출장소를 울산산업재해보상보험지방사무소로 개편.
- 1974년 10월 2일: 부산·경남직업안정소 및 부산·마산산업재해보상보험지방사무소를 부산중부·부산동래·마산지방사무소로, 진주·울산출장소를 진주·울산지방사무소로 개편.
- 1981년 4월 8일: 노동부 소속으로 변경.
- 1987년 5월 15일: 진주·울산지방사무소를 경남지방사무소의 소속기관으로 편입. 부산북부·충무지방사무소 설치.
- 1987년 12월 9일: 부산중부지방사무소를 부산지방노동청으로 개편. 소속 지방사무소를 지방노동사무소로 개편.
- 1992년 2월 13일: 양산지방노동사무소 설치.
- 1992년 12월 12일: 마산지방노동사무소를 창원지방노동사무소로 개편.
- 1995년 2월 24일: 충무지방노동사무소를 통영지방노동사무소로 개편.
- 2006년 3월 2일: 지방노동사무소를 고용노동지청으로 개편.
- 2008년 8월 11일: 부산동래고용노동지청을 부산동부고용노동지청으로 개편.
- 2010년 7월 5일: 고용노동부 소속 부산지방고용노동청으로 개편.

## 관할구역
- 부산광역시 중구·동구·서구·사하구·영도구·남구·부산진구·연제구

## 조직

### 청장
- 지역협력과[1]
- 고용관리과[1]
- 부정수급조사과[1]
- 노사상생지원과[1]
- 근로개선지도제1과[1]
- 근로개선지도제2과[1]
- 광역근로감독과[1]
- 산재예방지도과[1]

부산고용센터
- 취업지원과[3]
- 실업급여과[3]
- 취업성공패키지과[3]
- 기업지원과[3]
- 직업능력개발과[3]

부산사하고용센터

### 소속기관
지청장은 서기관 또는 기술서기관으로, 고용센터 소장은 서기관·기술서기관·행정사무관·통계사무관·공업사무관·보건사무관·시설사무관·전산사무관 또는 행정주사로 보한다.
| 명칭                 | 위치                                       | 관할구역                                                         | 고용센터                               |
| -------------------- | ------------------------------------------ | ---------------------------------------------------------------- | -------------------------------------- |
| 부산동부고용노동지청 | 부산광역시 금정구 공단서로 12              | 부산광역시 동래구·해운대구·금정구·수영구·기장군                  | 부산동부고용센터                       |
| 부산북부고용노동지청 | 부산광역시 사상구 백양대로 804             | 부산광역시 북구·사상구·강서구                                    | 부산북부고용센터                       |
| 창원고용노동지청     | 경상남도 창원시 성산구 중앙대로249번길 4   | 경상남도 창원시·창녕구·함안군·의령군                             | 창원고용센터·마산고용센터              |
| 울산고용노동지청     | 울산광역시 남구 문수로392번길 22           | 울산광역시                                                       | 울산고용센터                           |
| 양산고용노동지청     | 경상남도 양산시 동면 남양산1길 58          | 경상남도 김해시·밀양시·양산시                                    | 김해고용센터·양산고용센터·밀양고용센터 |
| 진주고용노동지청     | 경상남도 진주시 금산면 금산순환로11번길 43 | 경상남도 진주시·사천시·합천군·거창군·산청군·하동군·함양군·남해군 | 진주고용센터·하동고용센터·거창고용센터 |
| 통영고용노동지청     | 경상남도 통영시 광도면 죽림1로 69          | 경상남도 통영시·거제시·고성군                                    | 통영고용센터·거제고용센터              |